# Bezzia minuta
Bezzia minuta är en tvåvingeart som beskrevs av Remm 1974. Bezzia minuta ingår i släktet Bezzia och familjen svidknott. Inga underarter finns listade i Catalogue of Life.